# Skitača
Skitača je naselje u Republici Hrvatskoj, u sastavu Općine Raša, Istarska županija. 

## Stanovništvo
Prema popisu stanovništva iz 2001. godine, naselje je imalo 11 stanovnika te 6 obiteljskih kućanstava.
| broj stanovnika | 541   | 576   | 171   | 159   | 174   | 186   | 1080  | 1136  | 161   | 158   | 102   | 56    | 27    | 23    | 11    | 3     | 8     |
|                 | 1857. | 1869. | 1880. | 1890. | 1900. | 1910. | 1921. | 1931. | 1948. | 1953. | 1961. | 1971. | 1981. | 1991. | 2001. | 2011. | 2021. |

## Povijest
Naselje je izgrađeno na jednoj od najviših kota Labinštine. U okolici Skitače dokumentirani su brojni arheološki ostaci datirani u brončano doba (gradine Cuf, Brdo, Bobrine i pećina Trdačina). U 16. stoljeću područje Skitače naseljeno je vlaškim stanovništvom („Istrorumunji“), o čemu svjedoče pisani izvori i svjedočanstvo rumunjskog povjesničara i putopisca Iona Maiorescua, koji je sredinom 19. stoljeća posjetio Skitaču, opisao naselje i vlaško stanovništvo. Od 1632. godine Skitača je jedno od crkvenih središta Labinštine. Stanovništvo se tradicionalno bavilo stočarstvom, manje zemljoradnjom i pomorstvom. Središtem naselja dominira crkva Sv. Lucije i zgrada župnog ureda i škole, danas pretvorena u planinarsku kuću. Pored crkve nalazi se groblje. Crkva Sv. Lucije   podignuta je početkom 17. stoljeća. Današnji oblik poprima 1924. godine kada je započeta gradnja zvonika, čija gradnja ostaje nedovršena do danas. Radi se o baroknoj jednobrodnoj crkvi s upisanom apsidom. Centralni mramorni oltar posvećen je sv. Luciji, dok su dva drvena bočna oltara posvećena sv. Antonu Padovanskom i Blaženoj Djevici Mariji.

## Znamenitosti
Nedaleko Skitače (oko 30 minuta hoda) nalazi se vrh Brdo. Podno vrha s njegove sjeverne strane smještena je školnica sv. Lucije, zaštitnice Skitače. Školnica sv. Lucije prirodna je udubina u vapnencu ispunjena vodom, koja gotovo nikada ne presušuje. Uz sv. Luciju vezane su i dvije legende. Jedna od legendi kaže da je sv. Lucija hodajući svijetom došla do stijene na rubu sela Skitače. Umorna je sijela na stijenu gdje je i zaspala. Kada se iduće jutro probudila opazila je kraj sebe tek nastali izvor na kome je umila svoje oči. Od tada taj izvor ne presušuje, dok vjernici i slabovidni vjeruju da voda iz izvora liječi probleme s vidom i očima. Druga legenda govori da je sv. Lucija hodajući svijetom jednoga dana došla na vrh Brdo na rubu sela Skitače i kada je vidjela predivan pogled na Kvarnerski zaljev, od milosti se rasplakala. Kako su suze klizile s njenog lica tako je u zemlji nastao izvor.